# Zhuhong

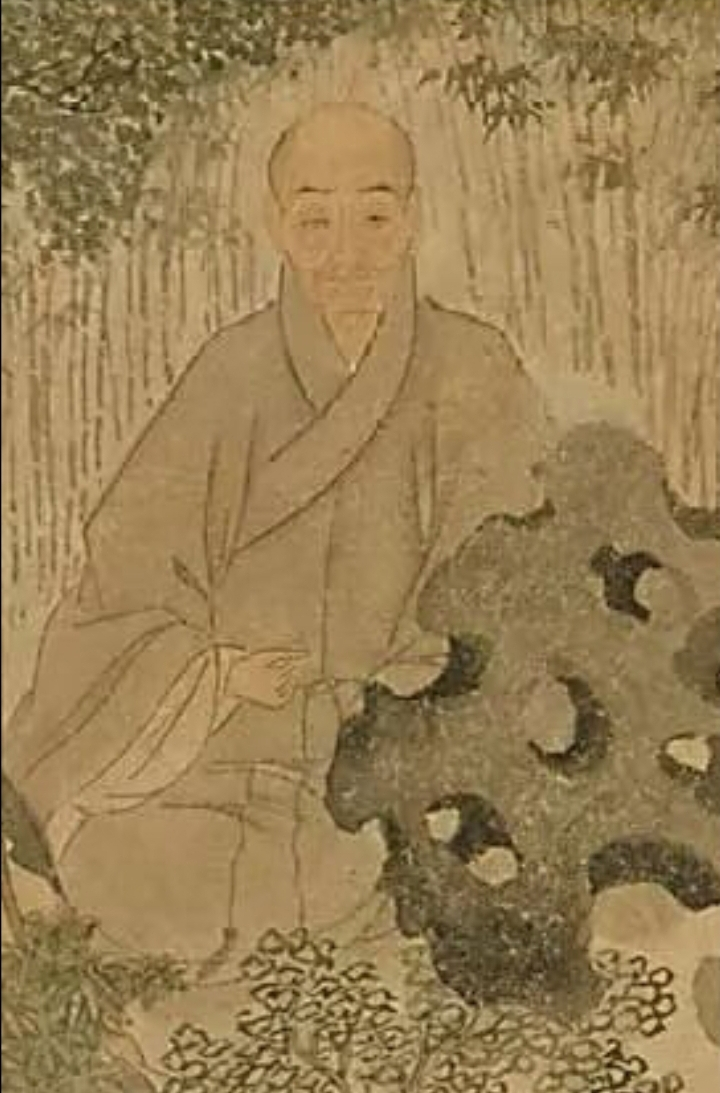
Portret van Zhuhong

Zhuhong 祩宏 (1535–1615) was een centrale figuur in de herleving van het boeddhisme in China onder de Ming-dynastie.

## Leven
Zhuhong werd geboren in Hangzhou, aan het einde van het Keizerskanaal, in de familie Shen. Hij trouwde en kreeg een zoon terwijl hij voor het ambtenarenexamen studeerde. Na het behalen van de graad van Bloeiend Talent stierven kort na elkaar zijn vader, vrouw en kind. Hij hertrouwde met een boeddhistische leek en probeerde nog hogere graden te halen, maar toen zijn moeder overleed schoof Zhuhong dat doel terzijde. In 1566 nam hij afscheid van zijn tweede echtgenote en trad hij in in een klooster. Als monnik zwierf hij zes jaar rond en bereikte hij de verlichting in de geest van het Chan-boeddhisme. Van 1577 tot zijn dood op 81-jarige leeftijd leidde hij het klooster Yunqi aan het Westmeer, dat hij zelf had gesticht en uitgebouwd tot een model van monastieke discipline.

## Leer
Als leek beoefende Zhuhong het Zuiver Land-boeddhisme. Hij reciteerde en leefde strikt vegetarisch. Ook nadat hij monnik-priester werd (和尚 heshang), bleef hij een invloedrijk hervormer van het lekenboeddhisme. Chan en Zuiver Land beschouwde hij als evenwaardige wegen naar eenzelfde doel. Hij las en besprak soetra's met plaatselijke notabelen, vernieuwde de rituelen van de dagelijkse liturgie en was een drijvende kracht achter de oprichting van Bijeenkomsten om Levende Wezens te Bevrijden (fangshenghui). Het Register van Verdienste en Overtreding (gongguoge), een tekst over ethische vorming en evaluatie, ontdeed hij van expliciet daoïsme en onderwees hij aan zijn volgelingen.
Twee concepten die Zhuhong gebruikte om het boeddhisme opnieuw te verspreiden waren jiesha en fengshang (niet-doden en levende wezens bevrijden). Dit hield in dat men afzag van het doden van dieren, maar ook van het eten ervan en zelfs van het dragen van zijde uit consideratie voor de zijdeworm. Hoewel Zhuhong hiermee voortbouwde op de 5e-eeuwse Brahmajala Soetra, gaf hij het voorschrift een ruimere grondslag dan de transmigratie. Dieren mocht men volgens hem niet doden omdat ze – net als mensen – bloed en adem, moeders en kinderen, kennis en gevoelens hebben, en ze pijn en jeuk, leven en dood voelen. Wie beweerde dat vogels en dieren bestemd zijn om op te eten, begreep volgens Zhuhong niet dat het gewoon een kwestie was van de sterken die de zwakken onderdrukken. Zijn vegetarisme was gegrond in emotie en in een bredere sociale bekommernis. Onder zijn invloed kreeg het niet doden en vrijlaten van dieren ook buiten boeddhistische kringen voet aan de grond bij daoïstische en neoconfuciaanse literaten, zij het in afgezwakte vorm. De leer van de charismatische Zhuhong bereikte zelfs het keizerlijk hof.
In zijn geschriften toonde Zhuhong zich een tegenstander van daoïsme en vooral van het christendom, dat toen door de jezuïet Matteo Ricci in rooms-katholieke vorm in China werd geïntroduceerd. Hij zette zijn argumenten uiteen in de Uitleg van de Hemel (天说 Tianshuo). Onder meer de christelijke zienswijze dat dieren geen onsterfelijke ziel hadden, dat ze voor menselijke consumptie waren geschapen en dat reïncarnatie niet bestond, werd door Zhuhong bestreden.
Een belangrijke verspreider van de ideeën van Zhuhong was Cai Chengzhi.

## Publicaties
De geschriften van Zhuhong werden een eerste keer gebundeld in 1604. De volgende twee collecties verschenen in zijn stervensjaar. De drie delen Chubi (初笔), Erbi (二笔) en Sanbi (三笔) vormen samen de Zhuzhuang suibi. In 1897 werd zijn verzameld werk onder de titel Yunqi fahui in druk gebracht in 34 delen.

## Voetnoten
1. ↑  Barend J. ter Haar, Het hemels mandaat. Geschiedenis van het Chinese keizerrijk, 2018, p. 326
2. ↑  Joanna F. Handlin Smith, "Liberating Animals in Ming-Qing China: Buddhist Inspiration and Elite Imagination", in: The Journal of Asian Studies, 1999, nr. 1, p. 51-84

- Bibsys: 1453362518203
- Bibliothèque nationale de France: cb12356827p (data)
- CiNii: DA0566917X
- Gemeinsame Normdatei: 119101386
- International Standard Name Identifier: 0000 0004 1607 2818
- Library of Congress Control Number: n79145322
- Bibliotheek van het Japanse parlement: 00318615
- Nationale Bibliotheek van Tsjechië: jx20050623007
- Nationale bibliotheek van Australië: 36598812
- Nationale Bibliotheek van Israël: 987007259730905171
- Nederlandse Thesaurus van Auteursnamen: 180710575
- Système universitaire de documentation: 152396233
- Trove: 1316273
- Virtual International Authority File: 27142468
- WorldCat: E39PBJjMyV7BQJ7qmcbF9KgBT3